# スタディオ・ピエル・チェーザレ・トンボラート
スタディオ・ピエル・チェーザレ・トンボラート（Stadio Pier Cesare Tombolato）は、イタリア・ヴェネト州パドヴァ県チッタデッラにある多目的スタジアム。主にサッカーの試合に利用され、ASチッタデッラがホームスタジアムとしている。収容人数は7,623人。

## 概要
スタジアムの名称は、地元出身の元ゴールキーパー、ピエル・チェーザレ・トンボラートに由来している。
ASチッタデッラは、2000/2001シーズンから2001/2002シーズンまでチーム史上初のセリエB昇格を果たしたが、その際は収容人数の都合でパドヴァのスタディオ・エウガネオをホームスタジアムとして利用した。
セリエBに返り咲いた2008/2009シーズンも、序盤はトレヴィーゾのスタディオ・オモボーノ・テンニを使用していたが、シーズン途中より拡張工事を終えたピエル・チェーザレ・トンボラートを使用している。